# Coupe d'Asie des nations de football 2011
Navigation
Coupe d'Asie 2007 Coupe d'Asie 2015
La Coupe d'Asie des nations de football de 2011 est la quinzième édition de la Coupe d'Asie de football et s'est déroulée du 7 janvier au 29 janvier 2011 au Qatar. Il s'agit de la deuxième phase finale de Coupe d'Asie organisé sur le sol qatari. Le pays organisateur a été choisi en juillet 2007.
D’avril 2008 à mars 2010, les sélections nationales de 21 pays asiatiques participent à une phase de qualification, dans le but de désigner les 12 équipes disputant le tournoi final en compagnie du Qatar, qualifié d’office en tant que pays organisateur, de l'Irak, de l'Arabie saoudite et de la Corée du Sud.
Le Japon remporte pour la quatrième fois le trophée. D'autre part, l'Australie participe à sa première finale de Coupe d'Asie de football.

## Préparation de l'évènement

### Désignation du pays organisateur
Dans un premier temps, trois pays ont fait part de leur intérêt pour l'organisation de la Coupe d'Asie des nations 2011.
Ainsi, l'Inde, l'Iran et le Qatar sont entrés officieusement en lice dans la course à la candidature dès le début de l'année 2007,. Le Qatar a déposé le premier sa candidature auprès des autorités de l'Asian Football Confederation le 19 juin 2007.
Le processus de sélection du pays hôte s'est par la suite éclairci rapidement. L'Inde a en effet finalement décidé de ne pas faire acte de candidature alors que le dossier proposé par l'Iran n'a pas pu être complété à temps pour être présenté aux instances dirigeantes de l'AFC.
Alors que l'Australie a préféré ne pas se lancer dans la construction d'un projet à la hâte peu avant la date limite de limite de dépôt des candidatures imposée par l'AFC, le Qatar demeurait donc le seul pays asiatique à être en mesure de proposer un dossier sérieux, motivé et suffisamment bien étudié dans la forme.
C'est donc sans surprise que le 29 juillet 2007 le Qatar a été officiellement désigné à Jakarta pendant l'édition 2007 par l'AFC pays organisateur de la Coupe d'Asie des nations de football 2011.
Il avait alors été annoncé que le tournoi se déroulerait en janvier 2011. Les règlements en vigueur de la FIFA imposent en effet que l'organisation de compétitions internationales régionales soient organisés en janvier ou en juillet. Or, le mois de juillet correspond au Qatar à une période de très fortes chaleurs qui auraient été incompatibles avec l'organisation d'un évènement sportif majeur se déroulant en extérieur,.
L'AFC a par ailleurs profiter de l'occasion pour indiquer que l'édition 2015 de la compétition se déroulerait en Asie de l'Est, l'Australie étant désigné comme organisateur en 2011.

### Musique officielle
Le titre officiel de la Coupe d'Asie de football 2011 est Yalla Asia interprété par les chanteurs Jay Sean et Karl Wolf.

### Ballon officiel
Le ballon Nike Total 90 Tracer est le ballon officiel du tournoi.

### Villes et stades
La ville de Doha accueille la majorité des matchs du tournoi. En effet, quatre des cinq stades sont situés dans la capitale qatari. Al Rayyan est l'autre ville choisie.
| Doha                                                   | Doha                                        | Al Rayyan                                    | Doha                                                      | Doha                                                           |
| ------------------------------------------------------ | ------------------------------------------- | -------------------------------------------- | --------------------------------------------------------- | -------------------------------------------------------------- |
| Khalifa International Stadium Capacité prévue : 50 000 | Al Gharafa Stadium Capacité prévue : 25 000 | Stade Ahmad-ben-Ali Capacité prévue : 25 000 | Qatar SC Stadium Capacité prévue : 20 000 (nouveau stade) | Stade Jassim-bin-Hamad Capacité prévue : 15 000 (stade rénové) |
| Le Khalifa International Stadium à Doha.               |                                             |                                              |                                                           | Le Jassim Bin Hamad à Doha.                                    |

## Acteurs de la Coupe d'Asie

### Équipes qualifiées
Le tirage au sort des groupes de qualifications pour la Coupe d'Asie de football de 2011 a eu lieu le 3 juillet 2008 au Qatar. 21 nations sont inscrites pour 12 places disponibles pour le tournoi final (les autres places étant attribuées aux pays qualifiés directement que sont l'Irak, le Qatar, l'Arabie saoudite et la Corée du Sud).
- Irak, vainqueur de la Coupe d'Asie des nations de football 2007
- Arabie saoudite, finaliste de la Coupe d'Asie des nations de football 2007
- Corée du Sud, troisième de la Coupe d'Asie des nations de football 2007
- Qatar, pays organisateur
- Inde, vainqueur de l'AFC Challenge Cup 2008
- Corée du Nord, Vainqueur de l'AFC Challenge Cup 2010
- Japon, premier du Groupe A
- Bahreïn, deuxième du Groupe A
- Australie, premier du Groupe B
- Koweït, deuxième du Groupe B
- Émirats arabes unis, premier du Groupe C
- Ouzbékistan, deuxième du Groupe C
- Syrie, premier du Groupe D
- Chine, deuxième du Groupe D
- Iran, premier du Groupe E
- Jordanie, deuxième du Groupe E

### Arbitres
Voici les arbitres qui officient dans ce tournoi : 
| Numéro | Arbitre                | Assistants                 | Assistants              |
| ------ | ---------------------- | -------------------------- | ----------------------- |
| 1      | Ben Williams           | Benjamin Wilson            | Hakan Anaz              |
| 2      | Yuichi Nishimura       | Toru Sagara                | Toshiyuki Nagi          |
| 3      | Kim Dong-jin           | Jeong Hae-sang             | Jang Jun-mo             |
| 4      | Subkhiddin Mohd Salleh | Mu Yuxin                   | Mohd Sabri Bin Mat Daud |
| 5      | Abdullah Al Hilali     | Bakhadyr Kochkarov         | Hamed Al Mayahi         |
| 6      | Abdulrahman Mohammed   | Mohammad Dharman           | Hassan Al Thawadi       |
| 7      | Khalil Al Ghamdi       | Hassan Kamranifar          | Reza Sokhandan          |
| 8      | Abdul Malik            | Jeffrey Goh                | Haja Maidin             |
| 9      | Nawaf Shukralla        | Khaled Al Allan            | Mohammed Jawdat Nehlawi |
| 10     | Ali Hamad Al-Badwawi   | Saleh Al Marzouqi          | Yaser Marad             |
| 11     | Ravchan Irmartov       | Abdoukhamidoullo Rassoulov | Rafael Ilyasov          |
| 12     | Mohamed Benouza        | Mohamed Meknous            | Abdelhak Etchiali       |

Arbitres de remplacement
| Pays        | Arbitres de remplacement |
| ----------- | ------------------------ |
| Iran        | Alireza Faghani          |
| Iran        | Mohsen Torky             |
| Ouzbékistan | Valentin Kovalenko       |
| Qatar       | Abdullah Balideh         |

## Déroulement de la phase finale

### Tirage au sort
Le jeudi 22 avril 2010, soit un jour avant le tirage, l'AFC publie la liste des chapeaux utilisés pour le tirage au sort.
Un groupe est formé d'une équipe de chaque chapeau. Les têtes de séries sont dans le premier chapeau. Les autres chapeaux sont composés selon les résultats de la dernière édition de la Coupe d'Asie des nations.
Les têtes de série se composent du Qatar, pays organisateur, et des trois premières équipes de la dernière Coupe d'Asie en date (2007).
| Chapeau 1                               | Chapeau 2                        | Chapeau 3                                  | Chapeau 4                       |
| --------------------------------------- | -------------------------------- | ------------------------------------------ | ------------------------------- |
| Qatar Irak Arabie saoudite Corée du Sud | Japon Australie Iran Ouzbékistan | Chine Émirats arabes unis Bahreïn Jordanie | Syrie Koweït Inde Corée du Nord |

Le tirage au sort des groupes de la phase finale a eu lieu le 23 avril 2010 à Doha.
| Groupe A    | Groupe B        | Groupe C     | Groupe D            |
| ----------- | --------------- | ------------ | ------------------- |
| Qatar       | Arabie saoudite | Corée du Sud | Irak                |
| Koweït      | Japon           | Inde         | Corée du Nord       |
| Chine       | Jordanie        | Australie    | Émirats arabes unis |
| Ouzbékistan | Syrie           | Bahreïn      | Iran                |

### Premier tour
Il s'agit du même format que celui utilisé depuis 2004. Les seize équipes sont réparties en quatre groupes de quatre. Chacune affronte les trois autres de son groupe. À l'issue des trois journées, les deux meilleures équipes de chaque groupe, soit huit au total, se qualifient pour les quarts de finale, où les premiers ont l'avantage théorique d'affronter des deuxièmes.

#### Règles de départage
Chaque équipe reçoit trois points pour une victoire et un pour un match nul. En cas d'égalité de points, les critères suivants sont utilisés :
1. Faces-à-faces
2. Différence de buts lors de ces faces-à-faces
3. Buts marqués lors de ces faces-à-faces
4. Différence de buts générale
5. Buts marqués lors de tous les matchs du groupe
6. Si les deux équipes sont présentes sur le terrain, une séance de tirs au but les départage
7. Fair-play
8. Tirage au sort

#### Groupe A
La première journée du Groupe A voit la victoire de deux équipes : 2-0 pour l'Ouzbékistan contre le Qatar lors du match d'ouverture, puis 2-0 pour la Chine contre le Koweït. Lors de la deuxième journée, l'Ouzbékistan accentue son avance en tête du groupe avec une victoire 2-1 contre le Koweït. Le Qatar s'impose la même journée 2-0 face à la Chine. Lors de la dernière journée, le Qatar bat le Koweït 3-0 et la Chine ne peut mieux faire que le match nul 2-2 face à l'Ouzbékistan, se faisant par la même occasion éliminer de la compétition. L'Ouzbékistan et le pays hôte, le Qatar, accèdent donc aux quarts de finale. Quant au Koweït, il quitte le tournoi dernier de son groupe, avec aucun point et un seul but marqué.
|   | Équipe      | Pts | J | G | N | P | BP | BC | Diff |
| - | ----------- | --- | - | - | - | - | -- | -- | ---- |
| 1 | Ouzbékistan | 7   | 3 | 2 | 1 | 0 | 6  | 3  | +3   |
| 2 | Qatar       | 6   | 3 | 2 | 0 | 1 | 5  | 2  | +3   |
| 3 | Chine       | 4   | 3 | 1 | 1 | 1 | 4  | 4  | 0    |
| 4 | Koweït      | 0   | 3 | 0 | 0 | 3 | 1  | 7  | -6   |

| 7 janvier  | Qatar       | 0 - 2 | Ouzbékistan |
| 8 janvier  | Koweït      | 0 - 2 | Chine       |
| 12 janvier | Ouzbékistan | 2 - 1 | Koweït      |
| 12 janvier | Chine       | 0 - 2 | Qatar       |
| 16 janvier | Qatar       | 3 - 0 | Koweït      |
| 16 janvier | Chine       | 2 - 2 | Ouzbékistan |

#### Groupe B
La première journée voit la Syrie l'emporter sur les finalistes de l'édition précédente, l'Arabie Saoudite, sur le score de 2-1, tandis que la Jordanie passe à deux doigt de battre le Japon 1-1. Cette équipe du Japon bat la Syrie (2-1), lors de la deuxième journée. Dans le même temps, la Jordanie s'impose face à l'Arabie saoudite sur le score de 1-0. Lors de la dernière journée, le Japon, dans une revanche des demi-finales de l'édition précédente lors desquelles il avait été vaincu 3-2, humilie l'Arabie saoudite sur le score lourd de 5-0, alors que la Jordanie s'impose devant la Syrie (2-1). Le Japon finit à la première place du groupe avec 7 points et se qualifie donc pour les quarts de finale, de même que la Jordanie qui obtient la deuxième place avec 7 points également. Pour l'Arabie Saoudite, finaliste de l'édition précédente en 2007, il s'agit d'une véritable déroute.
|   | Équipe          | Pts | J | G | N | P | BP | BC | Diff |
| - | --------------- | --- | - | - | - | - | -- | -- | ---- |
| 1 | Japon           | 7   | 3 | 2 | 1 | 0 | 8  | 2  | +6   |
| 2 | Jordanie        | 7   | 3 | 2 | 1 | 0 | 4  | 2  | +2   |
| 3 | Syrie           | 3   | 3 | 1 | 0 | 2 | 4  | 5  | -1   |
| 4 | Arabie saoudite | 0   | 3 | 0 | 0 | 3 | 1  | 8  | -7   |

| 9 janvier  | Japon           | 1 - 1 | Jordanie        |
| 9 janvier  | Arabie saoudite | 1 - 2 | Syrie           |
| 13 janvier | Jordanie        | 1 - 0 | Arabie saoudite |
| 13 janvier | Syrie           | 1 - 2 | Japon           |
| 17 janvier | Arabie saoudite | 0 - 5 | Japon           |
| 17 janvier | Jordanie        | 2 - 1 | Syrie           |

#### Groupe C
Lors de la première journée, l'Australie s'impose facilement face à l'Inde sur le score de 4-0, tandis que la Corée du Sud bat le Bahreïn 2-1. Ensuite, l'Inde concède une nouvelle défaite (5-2) face au Bahreïn. Les Australiens et les Sud-Coréens font un score nul 1-1. Lors de la troisième journée, la Corée du Sud et l'Australie s'imposent, respectivement 4-1 face à l'Inde et 1-0 face au Bahreïn, et se qualifient donc pour le prochain tour de la compétition en ayant marqués sept points. L'Inde quitte la compétition en ayant concédé notamment treize buts.
|   | Équipe       | Pts | J | G | N | P | BP | BC | Diff |
| - | ------------ | --- | - | - | - | - | -- | -- | ---- |
| 1 | Australie    | 7   | 3 | 2 | 1 | 0 | 6  | 1  | +5   |
| 2 | Corée du Sud | 7   | 3 | 2 | 1 | 0 | 7  | 3  | +4   |
| 3 | Bahreïn      | 3   | 3 | 1 | 0 | 2 | 6  | 5  | +1   |
| 4 | Inde         | 0   | 3 | 0 | 0 | 3 | 3  | 13 | -10  |

| 10 janvier | Inde         | 0 - 4 | Australie    |
| 10 janvier | Corée du Sud | 2 - 1 | Bahreïn      |
| 14 janvier | Australie    | 1 - 1 | Corée du Sud |
| 14 janvier | Bahreïn      | 5 - 2 | Inde         |
| 18 janvier | Corée du Sud | 4 - 1 | Inde         |
| 18 janvier | Australie    | 1 - 0 | Bahreïn      |

#### Groupe D
Lors de la première journée, l'Iran bat l'Irak 2-1 et la Corée du Nord concède un match nul et vierge face aux Émirats arabes unis. Ensuite, l'Iran bat la Corée du Nord 1-0 et assure leur qualification. Entretemps, l'Irak bat les Émirats arabes unis par 1 but à 0. Les Émirats arabes unis sont de nouveau défaits et sont éliminés avec un seul point par l'Iran tout comme les Nord-Coréens qui se font battre par l'Irak (1-0), terminant également avec un point.
|   | Équipe              | Pts | J | G | N | P | BP | BC | Diff |
| - | ------------------- | --- | - | - | - | - | -- | -- | ---- |
| 1 | Iran                | 9   | 3 | 3 | 0 | 0 | 6  | 1  | +5   |
| 2 | Irak                | 6   | 3 | 2 | 0 | 1 | 3  | 2  | +1   |
| 3 | Corée du Nord       | 1   | 3 | 0 | 1 | 2 | 0  | 2  | -2   |
| 4 | Émirats arabes unis | 1   | 3 | 0 | 1 | 2 | 0  | 4  | -4   |

| 11 janvier | Corée du Nord       | 0 - 0 | Émirats arabes unis |
| 11 janvier | Irak                | 1 - 2 | Iran                |
| 15 janvier | Iran                | 1 - 0 | Corée du Nord       |
| 15 janvier | Émirats arabes unis | 0 - 1 | Irak                |
| 19 janvier | Irak                | 1 - 0 | Corée du Nord       |
| 19 janvier | Émirats arabes unis | 0 - 3 | Iran                |

### Phase à élimination directe

#### Tableau final
|  | Quarts de finale 21 et 22 janvier 2011                     | Quarts de finale 21 et 22 janvier 2011                     |                                                   |                                                   | Demi-finales 25 janvier 2011                               | Demi-finales 25 janvier 2011                               |       |  | Finale 29 janvier 2011                                 | Finale 29 janvier 2011                                 |
|  | Quarts de finale 21 et 22 janvier 2011                     | Quarts de finale 21 et 22 janvier 2011                     |                                                   |                                                   | Demi-finales 25 janvier 2011                               | Demi-finales 25 janvier 2011                               |       |  | Finale 29 janvier 2011                                 | Finale 29 janvier 2011                                 |
|  |                                                            |                                                            |                                                   |                                                   |                                                            |                                                            |       |  |                                                        |                                                        |
|  | 21 janvier 2011 à Doha (Khalifa International Stadium) (A) | 21 janvier 2011 à Doha (Khalifa International Stadium) (A) |                                                   |                                                   | 25 janvier 2011 à Doha (Khalifa International Stadium) (I) | 25 janvier 2011 à Doha (Khalifa International Stadium) (I) |       |  | 29 janvier 2011 à Doha (Khalifa International Stadium) | 29 janvier 2011 à Doha (Khalifa International Stadium) |
|  | 21 janvier 2011 à Doha (Khalifa International Stadium) (A) | 21 janvier 2011 à Doha (Khalifa International Stadium) (A) |                                                   |                                                   | 25 janvier 2011 à Doha (Khalifa International Stadium) (I) | 25 janvier 2011 à Doha (Khalifa International Stadium) (I) |       |  | 29 janvier 2011 à Doha (Khalifa International Stadium) | 29 janvier 2011 à Doha (Khalifa International Stadium) |
|  | Ouzbékistan                                                | 2                                                          |                                                   |                                                   | 25 janvier 2011 à Doha (Khalifa International Stadium) (I) | 25 janvier 2011 à Doha (Khalifa International Stadium) (I) |       |  | 29 janvier 2011 à Doha (Khalifa International Stadium) | 29 janvier 2011 à Doha (Khalifa International Stadium) |
|  | Ouzbékistan                                                | 2                                                          |                                                   |                                                   | 25 janvier 2011 à Doha (Khalifa International Stadium) (I) | 25 janvier 2011 à Doha (Khalifa International Stadium) (I) |       |  | 29 janvier 2011 à Doha (Khalifa International Stadium) | 29 janvier 2011 à Doha (Khalifa International Stadium) |
|  | Jordanie                                                   | 1                                                          |                                                   |                                                   | 25 janvier 2011 à Doha (Khalifa International Stadium) (I) | 25 janvier 2011 à Doha (Khalifa International Stadium) (I) |       |  | 29 janvier 2011 à Doha (Khalifa International Stadium) | 29 janvier 2011 à Doha (Khalifa International Stadium) |
|  | Jordanie                                                   | 1                                                          | Ouzbékistan                                       | 0                                                 |                                                            |                                                            |       |  | 29 janvier 2011 à Doha (Khalifa International Stadium) | 29 janvier 2011 à Doha (Khalifa International Stadium) |
|  | 22 janvier 2011 à Doha (Jassim Bin Hamad Stadium) (B)      |                                                            | Ouzbékistan                                       | 0                                                 |                                                            |                                                            |       |  | 29 janvier 2011 à Doha (Khalifa International Stadium) | 29 janvier 2011 à Doha (Khalifa International Stadium) |
|  |                                                            | Australie                                                  | 6                                                 |                                                   |                                                            |                                                            |       |  | 29 janvier 2011 à Doha (Khalifa International Stadium) | 29 janvier 2011 à Doha (Khalifa International Stadium) |
|  | Australie (a.p.)                                           | Australie                                                  | 6                                                 | 1                                                 |                                                            |                                                            |       |  | 29 janvier 2011 à Doha (Khalifa International Stadium) | 29 janvier 2011 à Doha (Khalifa International Stadium) |
|  | Australie (a.p.)                                           |                                                            |                                                   | 1                                                 |                                                            |                                                            |       |  | 29 janvier 2011 à Doha (Khalifa International Stadium) | 29 janvier 2011 à Doha (Khalifa International Stadium) |
|  | Irak                                                       | 0                                                          |                                                   |                                                   |                                                            |                                                            |       |  | 29 janvier 2011 à Doha (Khalifa International Stadium) | 29 janvier 2011 à Doha (Khalifa International Stadium) |
|  | Irak                                                       | 0                                                          | Australie                                         | 0                                                 |                                                            |                                                            |       |  |                                                        |                                                        |
|  | 21 janvier 2011 à Doha (Al Gharafa Stadium) (C)            |                                                            | Australie                                         | 0                                                 |                                                            |                                                            |       |  |                                                        |                                                        |
|  |                                                            | Japon (a.p.)                                               | 1                                                 |                                                   |                                                            |                                                            |       |  |                                                        |                                                        |
|  | Japon                                                      | Japon (a.p.)                                               | 1                                                 | 3                                                 |                                                            |                                                            |       |  |                                                        |                                                        |
|  | Japon                                                      | 25 janvier 2011 à Doha (Al Gharafa Stadium) (II)           |                                                   | 3                                                 |                                                            |                                                            |       |  |                                                        |                                                        |
|  | Qatar                                                      | 2                                                          |                                                   |                                                   |                                                            |                                                            |       |  |                                                        |                                                        |
|  | Qatar                                                      | 2                                                          | Japon (t.a.b.)                                    | 2 (3)                                             |                                                            |                                                            |       |  |                                                        |                                                        |
|  | 22 janvier 2011 à Doha (Qatar SC Stadium) (D)              | 22 janvier 2011 à Doha (Qatar SC Stadium) (D)              | Japon (t.a.b.)                                    | 2 (3)                                             | Match pour la 3e place 28 janvier 2011                     | Match pour la 3e place 28 janvier 2011                     |       |  |                                                        |                                                        |
|  | 22 janvier 2011 à Doha (Qatar SC Stadium) (D)              | 22 janvier 2011 à Doha (Qatar SC Stadium) (D)              |                                                   | Corée du Sud                                      | Match pour la 3e place 28 janvier 2011                     | Match pour la 3e place 28 janvier 2011                     | 2 (0) |  |                                                        |                                                        |
|  | Iran                                                       | 0                                                          | 28 janvier 2011 à Doha (Jassim Bin Hamad Stadium) | 28 janvier 2011 à Doha (Jassim Bin Hamad Stadium) |                                                            |                                                            | 2 (0) |  |                                                        |                                                        |
|  | Iran                                                       | 0                                                          | 28 janvier 2011 à Doha (Jassim Bin Hamad Stadium) | 28 janvier 2011 à Doha (Jassim Bin Hamad Stadium) |                                                            |                                                            |       |  |                                                        |                                                        |
|  | Corée du Sud (a.p.)                                        | 1                                                          |                                                   | Corée du Sud                                      | 3                                                          |                                                            |       |  |                                                        |                                                        |
|  | Corée du Sud (a.p.)                                        | 1                                                          |                                                   | Corée du Sud                                      | 3                                                          |                                                            |       |  |                                                        |                                                        |
|  |                                                            |                                                            |                                                   |                                                   |                                                            |                                                            |       |  | Ouzbékistan                                            | 2                                                      |
|  |                                                            |                                                            |                                                   |                                                   |                                                            |                                                            |       |  | Ouzbékistan                                            | 2                                                      |

#### Format et règlement
À partir des quarts de finale, la qualification pour le tour suivant se joue entre deux équipes sur un seul match. Si les deux équipes se retrouvent à égalité à la fin du temps règlementaire (90 minutes), une prolongation de deux fois 15 minutes (a.p.) est jouée. Si à la fin du match prolongé les deux équipes sont toujours à égalité, une séance de tirs au but (t.a.b.) est organisée afin de départager les équipes pour la qualification. Les perdants des demi-finales disputent un match pour la troisième place.

#### Quarts de finale
Japon -  Qatar : 3-2 (1-1)
Après avoir ouvert le score sur une frappe de Soria (0-1, 13e), les Qataris encaissent un but de la tête de Kagawa (1-1, 29e). En seconde période, Fábio César marque sur coup franc le second but pour le Qatar (1-2, 63e) mais une nouvelle fois Kagawa égalise pour le Japon (2-2, 71e). Dans le temps additionnel, Inoha, profitant d'un avantage laissé par l'arbitre, marque le troisième but japonais et qualifie son équipe en demi-finale.
 Ouzbékistan -  Jordanie : 2-1 (0-0)
L'Ouzbékistan est le deuxième pays à être demi-finaliste de la coupe d'Asie 2011 en écartant la Jordanie qui avait concédé les deux premiers buts de la rencontre, avec un doublé de Bakayev (1-0, 47e et 2-0, 49e). Yaseen, pour la Jordanie, réduit l'avantage de l'Ouzbékistan dix minutes après l'ouverture du score (2-1, 58e). C'est la première fois que les Loups Blancs accèdent à ce stade de compétition.
 Australie -  Irak : 1-0 a.p. (0-0, 0-0)
Durant la totalité du temps règlementaire, les deux équipes se neutralisent, n'arrivant pas à inscrire de but. À la fin de la seconde période de la prolongation, Kewell, sur un centre venu de la gauche, marque un but de la tête (1-0, 118e) et permet aux Socceroos de se qualifier pour la première fois de leur histoire en demi-finale.
 Iran -  Corée du Sud : 0-1 a.p. (0-0, 0-0)
La Corée du Sud atteint comme en 2007 les demi-finales de la Coupe d'Asie en éliminant de solides iraniens au terme d'un match serré. En effet, les Sud-Coréens ne font la différence que lors de la prolongation sur une puissante frappe de Yoon Bit-garam (0-1, 105e).

#### Demi-finales
Japon -  Corée du Sud : 2-2 a.p. (1-1, 1-1), 3-0 t.a.b.
Le Japon se qualifie pour sa quatrième finale de son histoire face à la Corée du Sud qui ne s'inclinera qu'aux tirs au but, les trois tireurs ratant chacun leurs tirs au but. Pourtant, les Guerriers Taegeuk, comme les surnomment leurs supporteurs, prennent l'avantage dès le début de la partie sur pénalty par Ki (0-1, 23e). Quelques minutes avant la mi-temps, le Japon égalise par Maeda (1-1, 36e). Au bout du temps réglementaire, aucune des deux équipes n'arrivent à prendre l'avantage. Au milieu de la première période de la prolongation, Hosogai permet aux Samurai Blue de prendre l'avantage (2-1, 97e). Hwang égalisent pour les Sud-Coréens à la fin de la prolongation (2-2), 120e).
 Ouzbékistan -  Australie : 0-6 (0-2)
Novices à ce niveau de compétition, les Ouzbeks concèdent très vite le premier but. Par l'intermédiaire de Kewell, l'Australie mène dès l'entame de match (0-1, 5e). Ognenovski accentue un peu plus le score pour l'Australie (0-2, 35e). Ce que feront également, Carney (0-3, 65e) et Emerton (0-4, 73e) au milieu de la seconde période. Valeri (0-5, 82e) et Kruse (0-6, 83e) aggraveront même le score à 6 buts à 0 dans les dix dernières minutes. L'Australie accède donc à sa première finale de Coupe d'Asie de football.

#### Match pour la3eplace
Corée du Sud -  Ouzbékistan : 3-2 (3-1)
La Corée du Sud ouvre le score par Koo Ja-Cheol à la 18e minute (1-0). À la 28e, à la suite d'un décalage de Lee Chung-Yong devant la surface de réparation, Ji-Dong Won trompe Nesterov (2-0). Dix minutes plus tard, il inscrit un nouveau but (3-0, 39e). À la fin de la première mi-temps, Geynrikh, à la suite d'une faute de Hwang Jae-Won, transforme le pénalty permettant à son équipe de se relancer dans le match (1-3, 45e). Bien servi par Andreev, Geynrikh marque de nouveau après avoir éliminé son vis-à-vis. Malgré ces deux derniers buts, la Corée du Sud s'impose et termine 3e de la compétition. L'Ouzbékistan réalise son meilleur classement en Coupe d'Asie de football.

#### Finale
Australie -  Japon : 0-1 a.p. (0-0, 0-0)
Le Japon gagne la Coupe d'Asie 2011 sur le score de 1 à 0 face à l'Australie. Les Japonais s'imposent dans la seconde période de la prolongation à la suite d'un centre de Yuto Nagatomo repris par Tadanari Lee, rentré quelques minutes plus tôt (0-1, 109e).
Le Japon devient ainsi la seule nation à avoir remporté quatre trophées dans cette compétition.

## Résultats
| Coupe d'Asie 2011 Vainqueur Japon 4e titre |

## Statistiques, classements et buteurs

### Statistiques
Les 16 équipes présentes disputent un total de 32 rencontres : 24 au premier tour et 8 dans la phase à élimination directe. 

### Classement de la compétition
Le classement complet des 16 équipes ayant participé au tournoi prend en compte, en plus du stade de la compétition atteint, le nombre total de points obtenus, puis la différence de buts et enfin le nombre de buts inscrits. Le nombre de points est calculé de la même manière que pour le premier tour, à savoir en attribuant 3 points pour un match gagné, 1 point pour un match nul et 0 point pour une défaite.
| Place              | Nation       | Stade de la compétition |
| ------------------ | ------------ | ----------------------- |
| Médaille d'or      | Japon        | Vainqueur               |
| Médaille d'argent  | Australie    | Finale                  |
| Médaille de bronze | Corée du Sud | Demi-finale             |
| 4                  | Ouzbékistan  | Demi-finale             |
| 5                  | Iran         | Quarts de finale        |
| 6                  | Jordanie     | Quarts de finale        |
| 7                  | Irak         | Quarts de finale        |
| 8                  | Qatar        | Quarts de finale        |

| Place | Nation              | Stade de la compétition |
| ----- | ------------------- | ----------------------- |
| 9     | Chine               | Premier tour            |
| 10    | Bahreïn             | Premier tour            |
| 11    | Syrie               | Premier tour            |
| 12    | Corée du Nord       | Premier tour            |
| 13    | Émirats arabes unis | Premier tour            |
| 14    | Koweït              | Premier tour            |
| 15    | Arabie saoudite     | Premier tour            |
| 16    | Inde                | Premier tour            |

### Trophée du meilleur joueur
| Place         | Joueur        |
| ------------- | ------------- |
| Médaille d'or | Keisuke Honda |

### Trophée du meilleur buteur
| Place              | Joueur             | Buts | Passes décisives | Temps de jeu |
| ------------------ | ------------------ | ---- | ---------------- | ------------ |
| Médaille d'or      | Koo Ja-Cheol       | 5    |                  |              |
| Médaille d'argent  | Ismaeel Abdullatif | 4    |                  |              |
| Médaille de bronze | Ji Dong-Won        | 4    |                  |              |
| 4                  | Harry Kewell       | 3    |                  |              |
| 5                  | Shinji Okazaki     | 3    | 3                | 477          |
| 6                  | Ryoichi Maeda      | 3    | 1                | 477          |
| 7                  | Alexandre Gueyrikh | 3    |                  |              |

### Récompenses annexes
| Prix              | Lauréat      |
| ----------------- | ------------ |
| Prix du fair-play | Corée du Sud |